# Métigny
Métigny è un comune francese di 104 abitanti situato nel dipartimento della Somme nella regione dell'Alta Francia.
Il territorio comunale è bagnato dalle acque del fiume Airaines.

## Società

### Evoluzione demografica
Abitanti censiti